# Biserica de lemn din Frâncești-Boașca

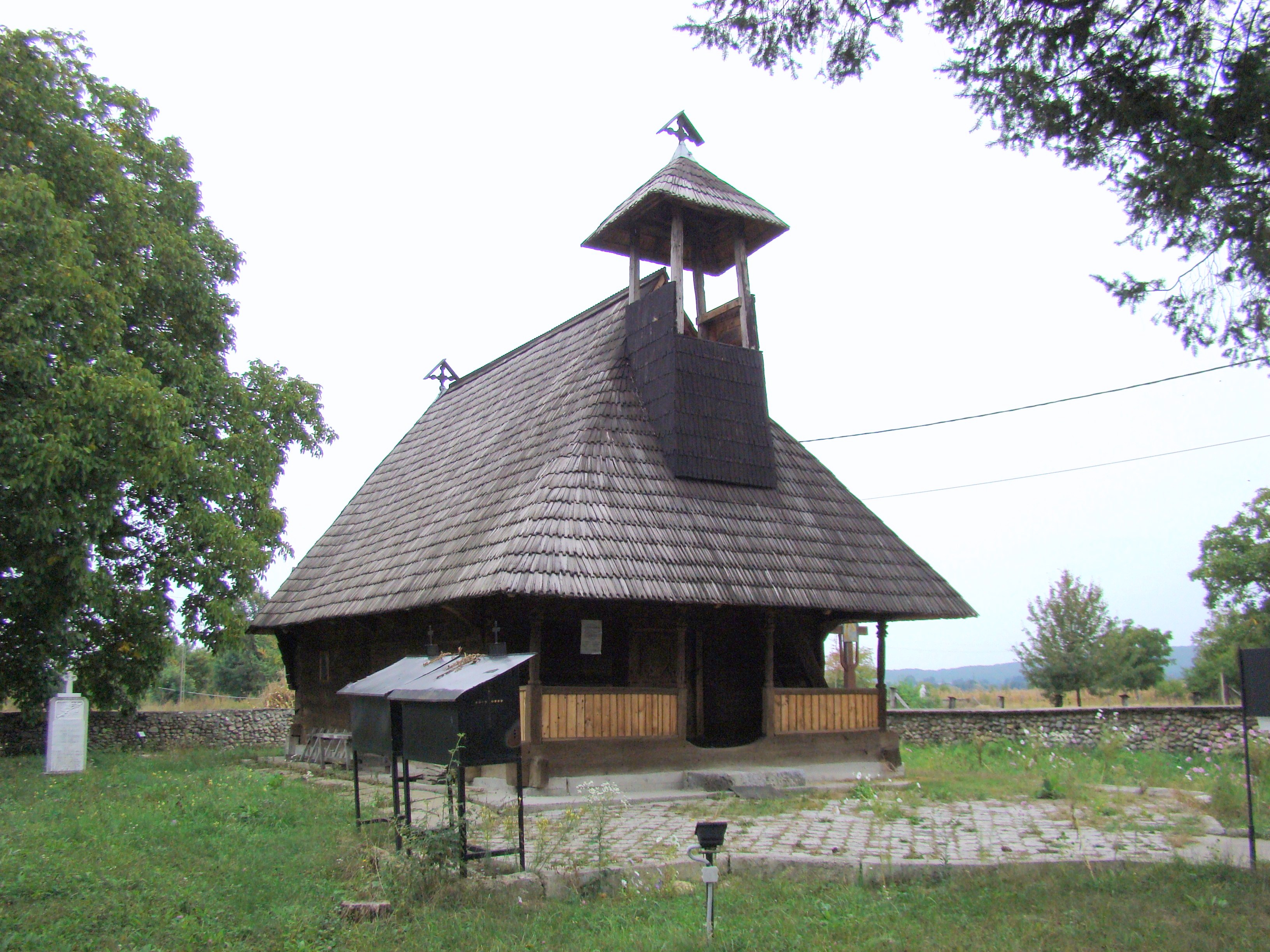
Biserica de lemn „Sfântul Gheorghe” din Frânceşti-Boaşca, comuna Peştişani, județul Gorj, foto: septembrie 2009.

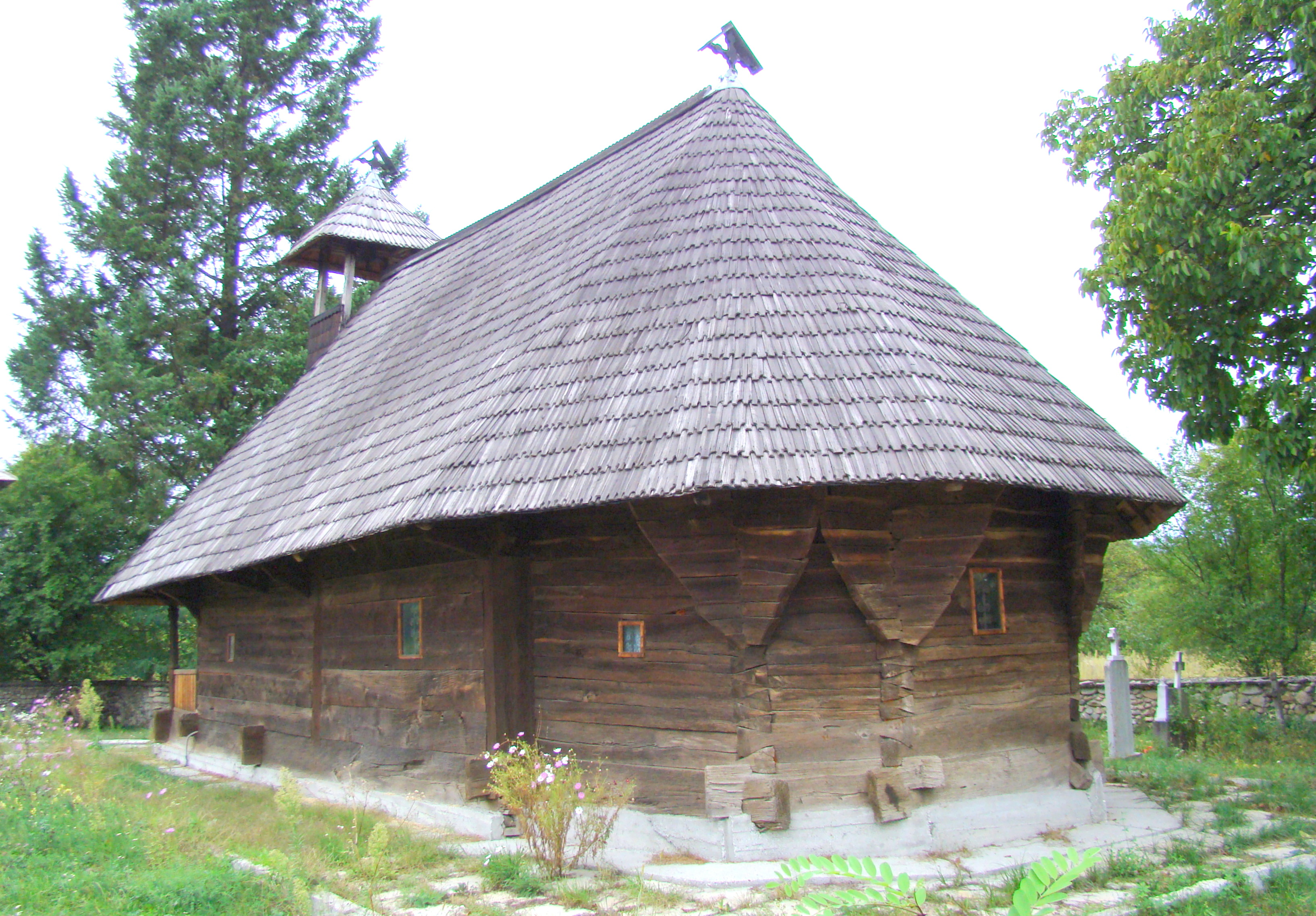
Biserica (sud-est)

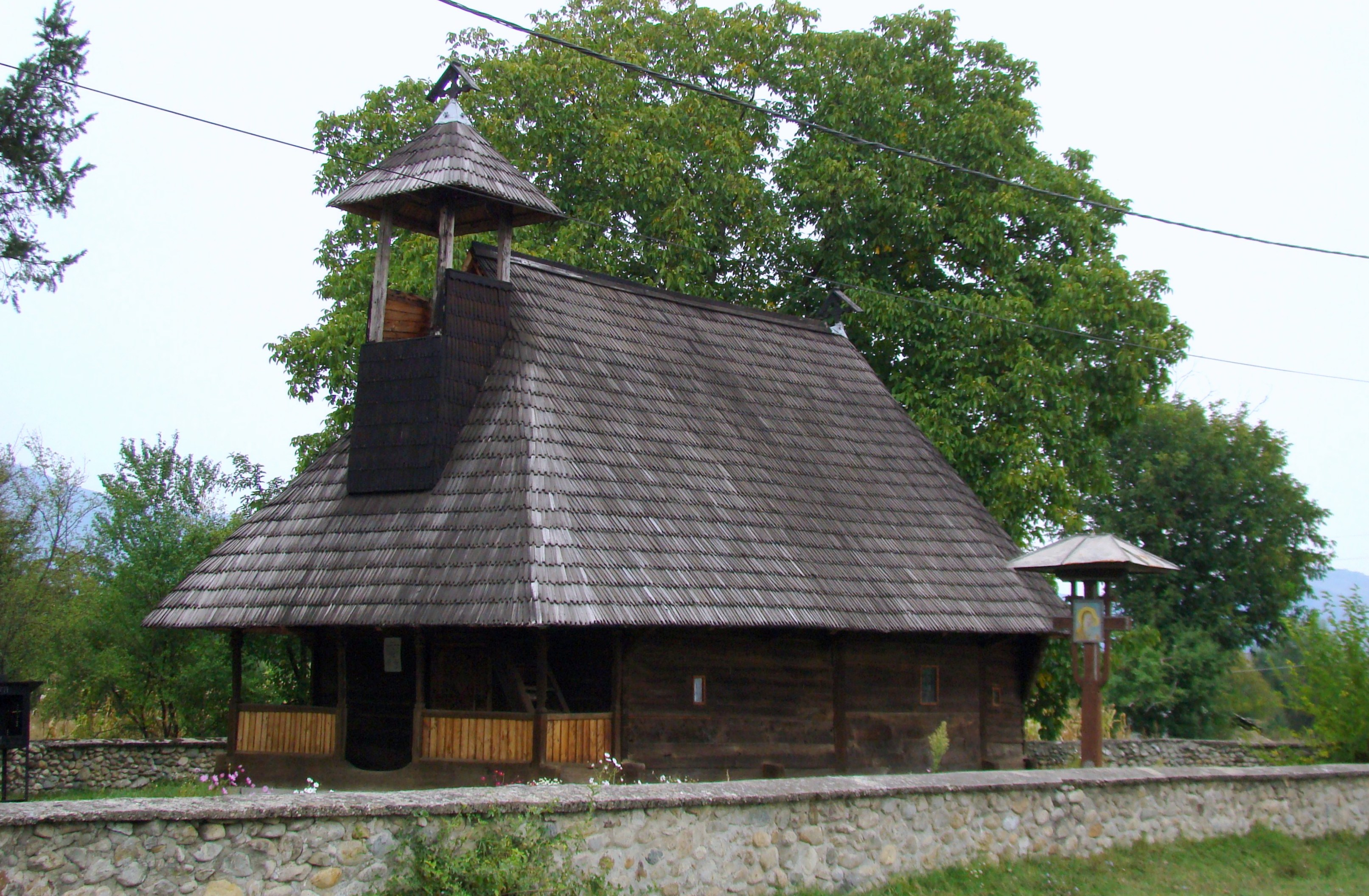
Biserica (sud-vest)

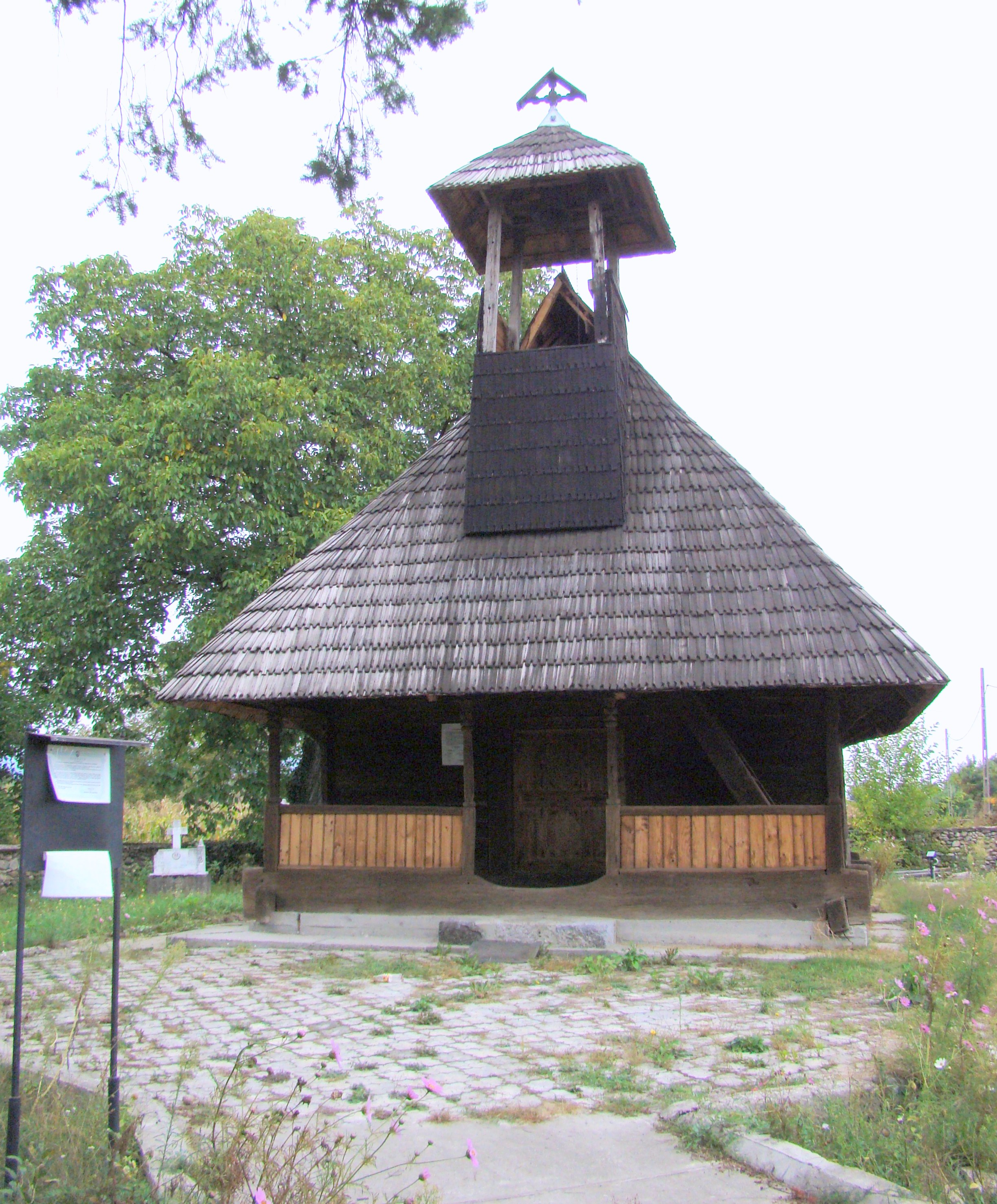
Biserica (vest)

Biserica de lemn din Frâncești-Boașca, comuna Peștișani, județul Gorj, a fost construită în 1823. Are hramul „Sfântul Gheorghe”. Biserica se află pe noua listă a monumentelor istorice sub codul LMI:  GJ-II-m-B-09301.

## Istoric și trăsături
Istoricul Bisericii de lemn, Sfântul Gheorghe, cătunul Boașca, sat Frâncești, comuna Peștișani, județul Gorj
Biserica a fost construită în anul 1823, sub arhipăstoria episcopului P.S.Calinic (1823-1855), dezvoltată ca dimensiune așa cum există și astăzi. Pisania bisericii, scrisă cu litere chirilice: „Această sfântă și Dumnezeiască biserică s-au făcutu la leatu 1823, cu toată cheltuială și osteneală, și toată din lemn, a dumnealor postelnicul Ioan Brădiceanu și cu a lu(i) Co(n)standin Tivig; au ajutorat logofătul Frumușanu (și) Logofătul Șerban Brăiceanu și a (dumnea)lor care se vor așeza în pomelnicele (și) Co(n)sta(n)din Apostoiu; au lucrat cu mâinile den început prin săvârșitu și cu tot satul+Deaconul Zamfir, zograf, 1823”. Pisania bisericii nu menționează numele preotului care ar fi fost slujitor la anul 1823 și dacă Boașca ar fi fost parohie independentă sau afiliată altei parohii. Din declarațiile Legioarei Mocioi și ale Nataliei Coteț, ambele descendente ale familiilor preoțești care au slujit biserica din Boașca și Frâncești, se pot preciza cronologia și preoții parohi care au slujit în aceasta. Astfel, în jurul anului 1808, preot în bisericuța de lemn din Boașca a fost Ion Popescu, supranumit „Moșu Popa Bătrânul” care a slujit în biserică până în anul 1839, când a decedat. Acesta a fost martor al incendierii vechiului lăcaș prin represaliile turcești și deci el este preotul paroh care a construit în anul 1823 biserica Sf.Gheorghe, realizată prin străduința lui și a locuitorilor satului Boașca. După moartea preotului Ion Popescu, locul la biserică a fost luat de fiul său preotul Gheorghe Popescu care și acesta la rândul său a trimis la învățătură preoțească pe fiul său Simeon Popescu. Popa Simeon Popescu a fost numit în sat „Milostivul” , dar din nefericire a decedat în anul 1896 la vârsta de numai 32 de ani. După anul 1896 biserica din cătunul Boașca a fost păstorită de preoți care slujeau și la biserica din satul Frâncești. În jurul anului 1900, în satele Boașca și Frâncești se afla ca preot Ion Brâncuți din Brădiceni, căruia i-au succedat preoții Theodor Gureanu, Ion Pavel Ilioniu, Ion Nicolcioiu, Valeriu Bilău, Nicolae Davițoiu, Ion Andrescu, Constantin Goncea, actualmente Constantin Croicu. Rolul acestei biserici s-a redus după construirea și sfințirea, în anul 1908, a actualei biserici din centrul satului Frâncești. Atât clădirea bisericii cât și zestrea patrimonială din interior au rămas pradă degradării și sustragerii obiectelor de cult, datorită nepăsării autorităților statului și lipsei de interes manifestate de unii slujitori ai bisericii. Pe timpul păstoriei preotului paroh Nicolae Davițoiu o parte din patrimoniu care exista în biserică ( 18 icoane și 7 cărți), au fost predate cu proces-verbal Muzeului Județean Gorj și date spre conservare la Mănăstirea Tismana. După evenimentele din 1989, deși această biserică se afla înscrisă pe lista monumentelor istorice, a continuat să rămână închisă, fiind folosită ca depozit pentru fân și resturi lemnoase rezultate din curtea bisericii. În anul 2000 localnicii au constatat că acest monument se află într-un stadiu foarte avansat de degradare: grinzi putrede în pereți, acoperișul foarte deteriorat, ploua prin șindrilă, catapeteasma total distrusă, la fel scaunele și au manifestat dorința de a reabilita această biserică. În anul 2002, un grup de inițiativă, format din 18 membri fondatori, au înființat Asociația Fiii Satului Frâncești din Gorj, care și-au propus ca obiectiv reabilitarea bisericii de lemn pentru ca lăcașul să fie introdus în circuitul turistic și redat activităților religioase. Membrii asociației au demarat acțiunea, proiectul fiind realizat prin finanțare proprie, din contribuția membrilor asociației, donații și sponsorizări. În anul 2002 s-au demarat lucrările, începând cu consolidarea fundației, lucrări efectuate de o echipă de constructori condusă de ing. Victor Tănase. În 2003 s-a recondiționat acoperișul. Șindrilă brută procurată din Polovragi și prelucrată de 3 meșteri. S-a reparat și bolta, s-au înlocuit grinzile putrede, s-a reparat pridvorul, s-a reparat și acoperit poarta de la intrare. Pe parcursul anului 2004 s-a montat pardoseala din scândură nouă, s-au confecționat scaunele din nou pentru câ cele vechi au fost total deteriorate, s-a introdus energia electrică în interiorul bisericii. În anul 2005 s-a realizat catapeteasma nouă, cea veche nu s-a putut restaura fiind foarte deteriorată, cu porțiuni arse, icoane lipsă în totaltate. Sculptura catapetesmei s-a realizat de către sculptorul Nicolae Oproiu din comuna Sălătrucu, județul Argeș, iar pictura pentru catapeteasmă și pentru restul bisericii a fost realizată de pictorul Căpușe Ilie din comuna Valea Danului, sat Verești, județul Argeș. Resfințirea bisericii de lemn Sfântul Gheorghe a avut loc în ziua de 18 iunie 2006, de către I.P.S. Mitropolitul Olteniei Teofan Savu.

## Imagini din exterior

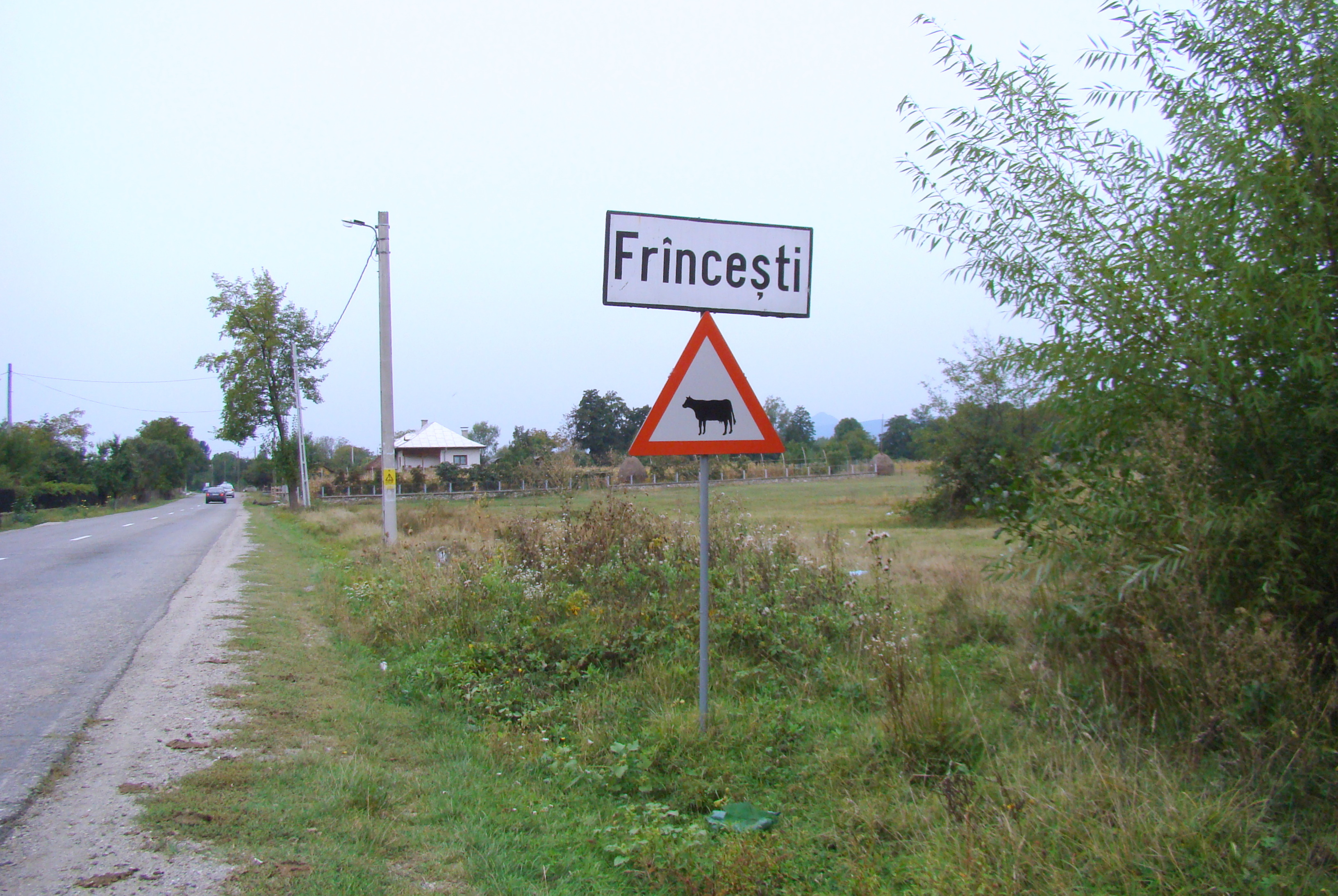
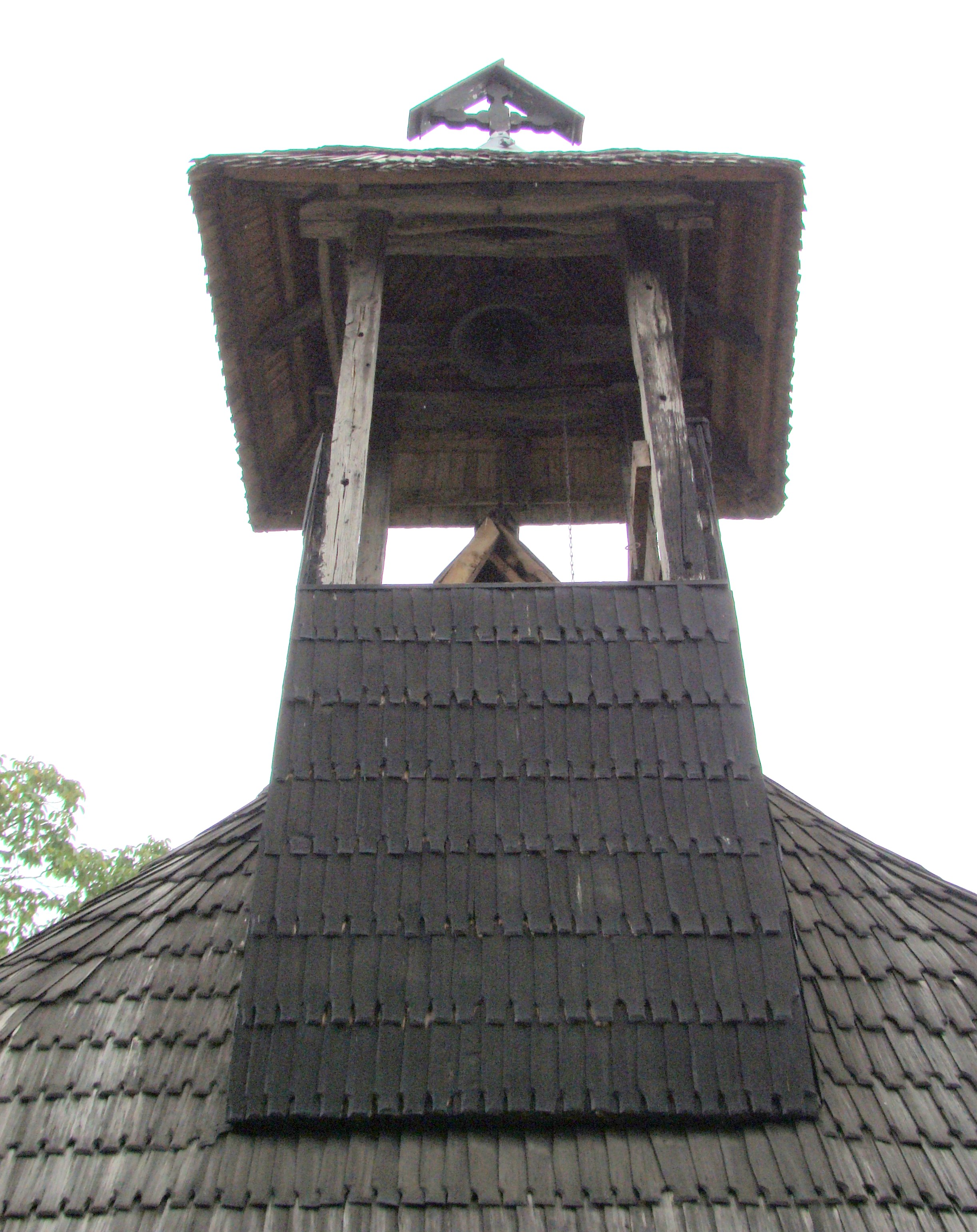
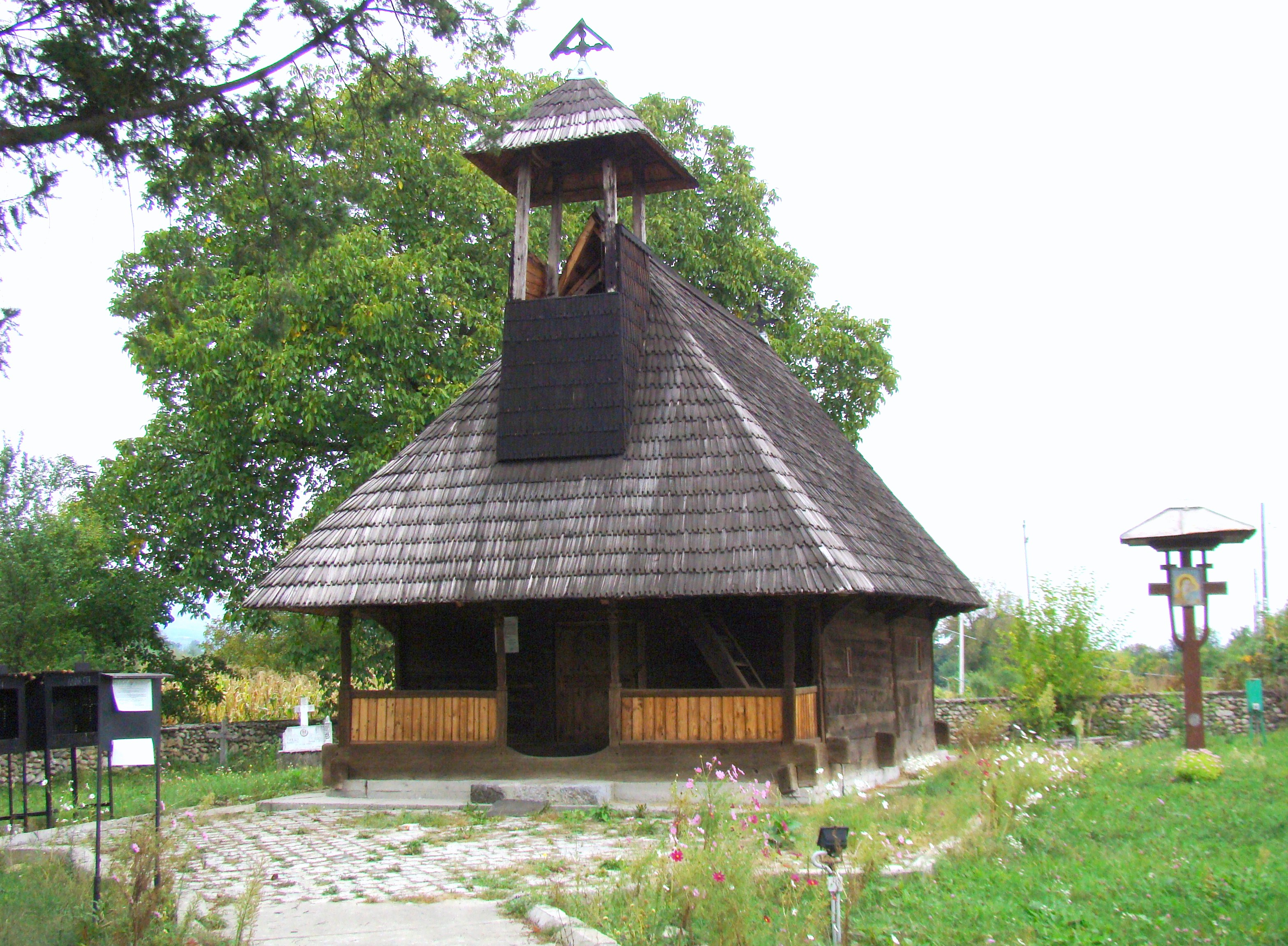
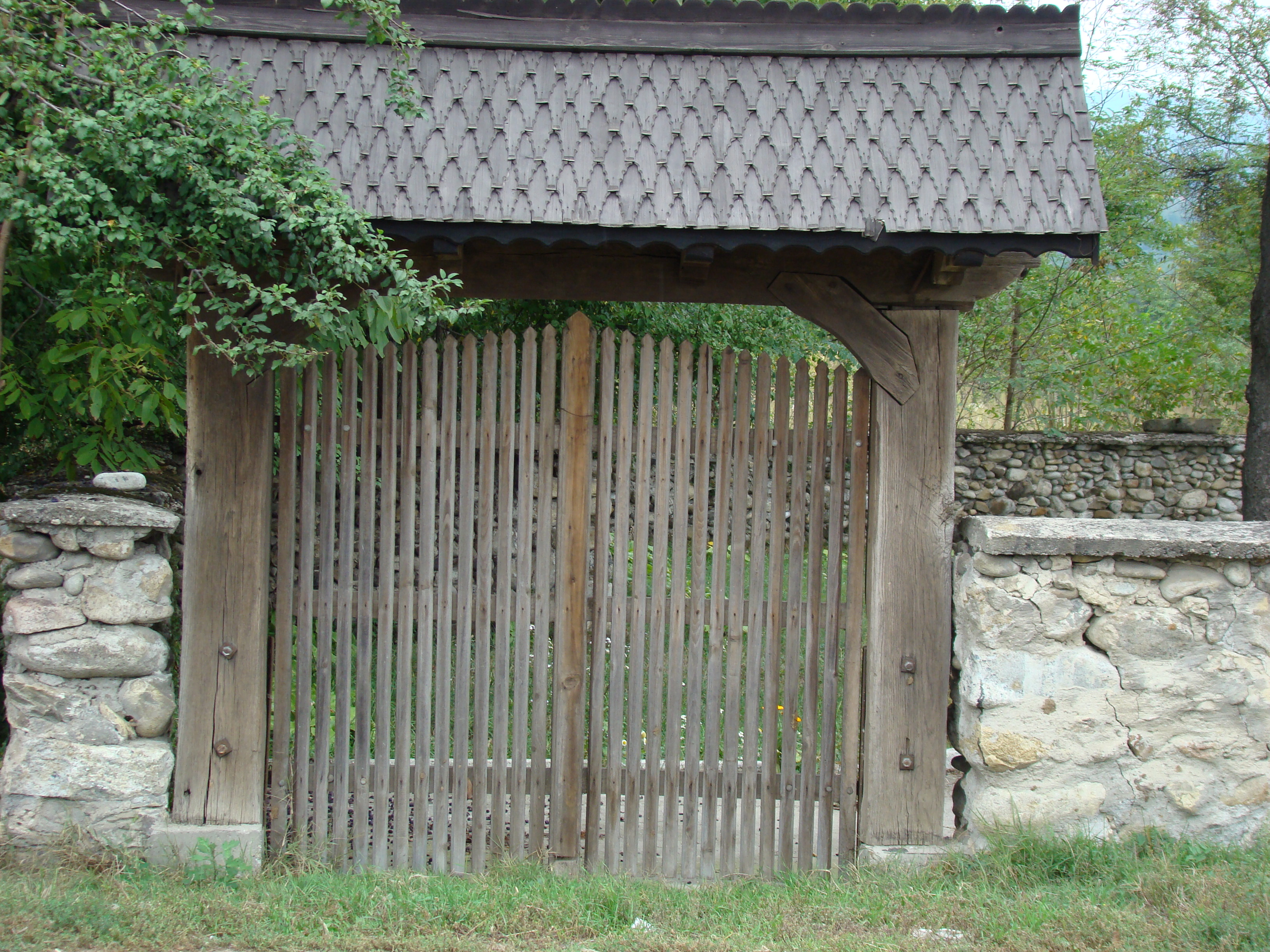
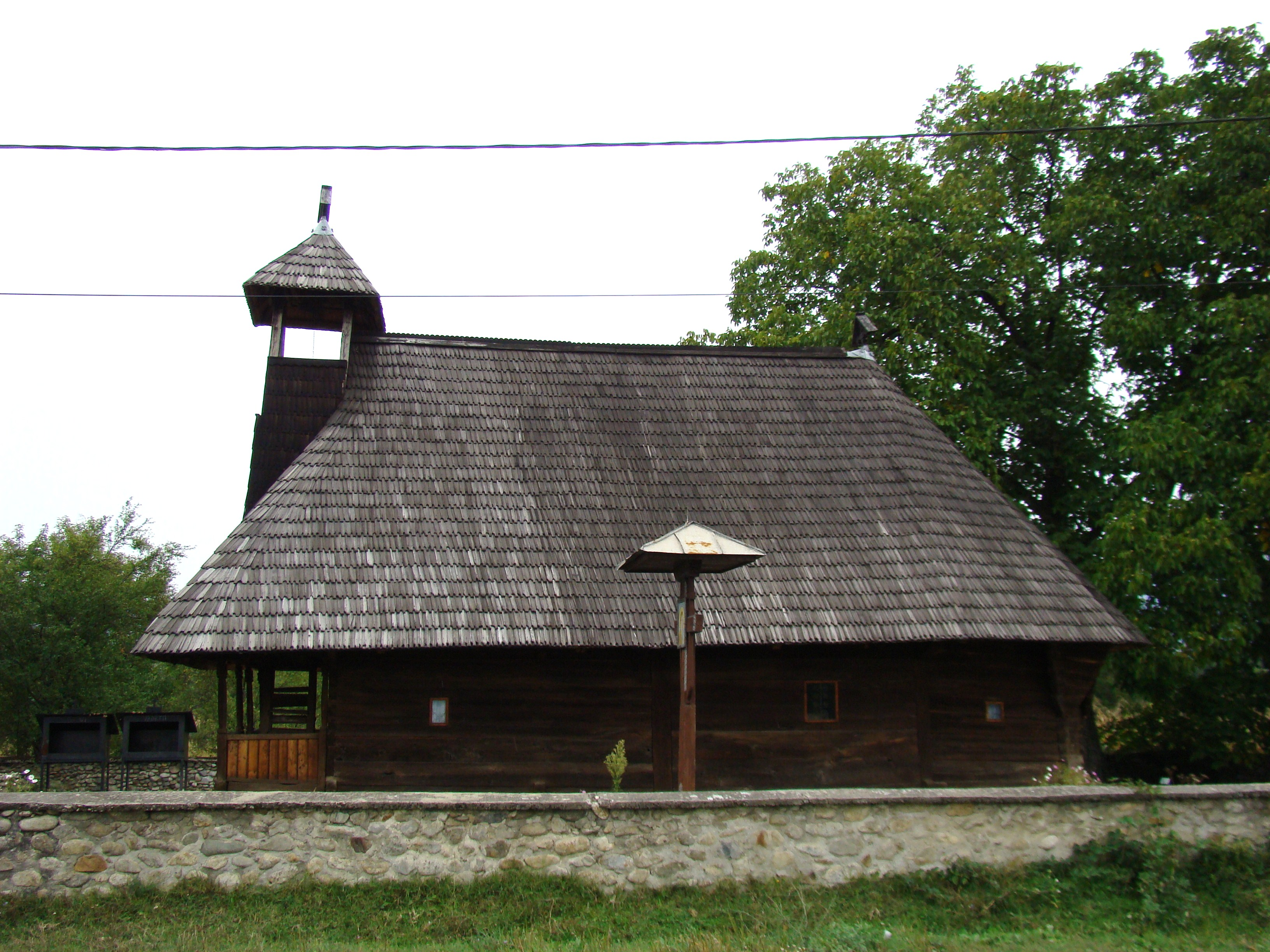
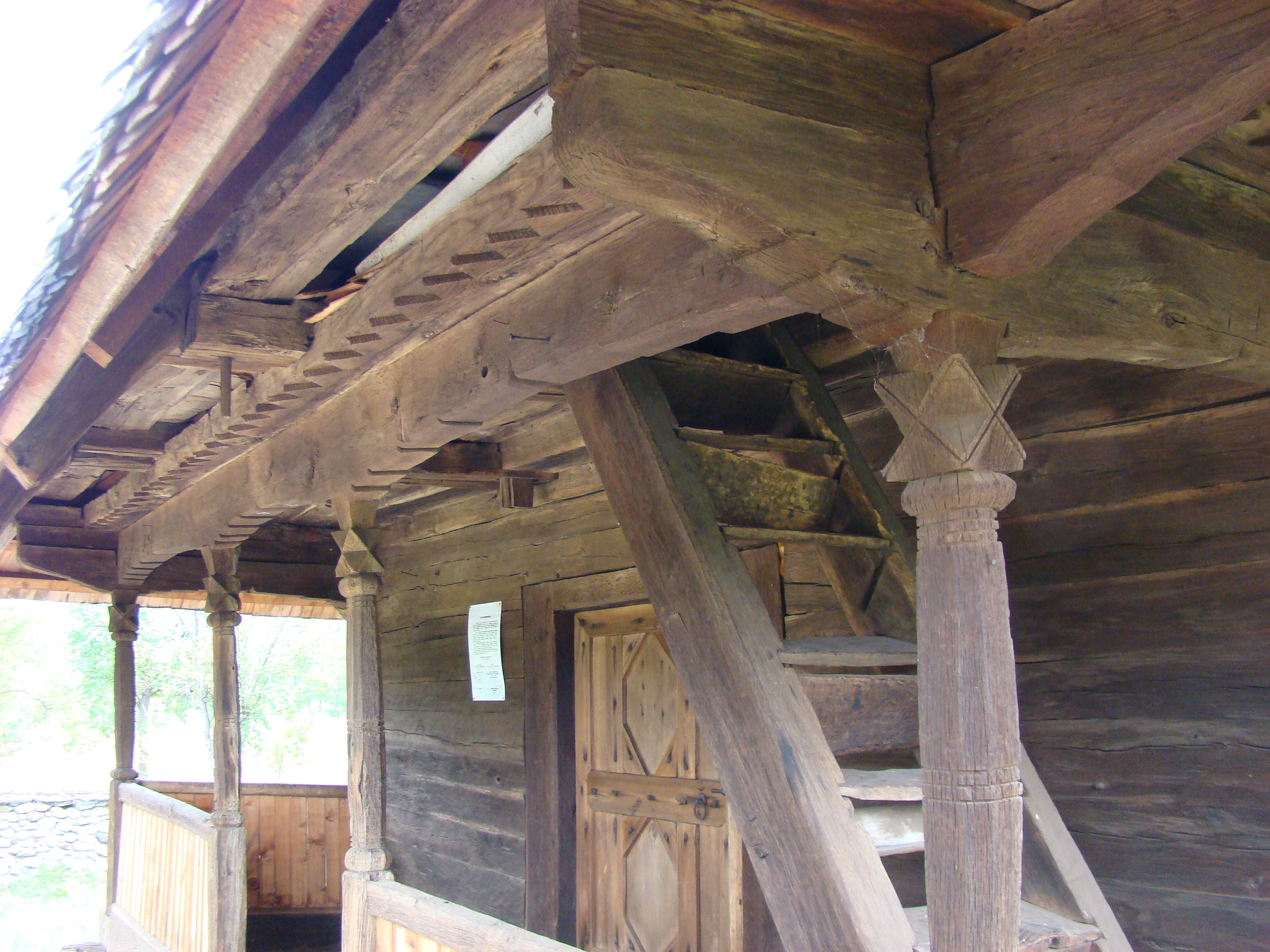
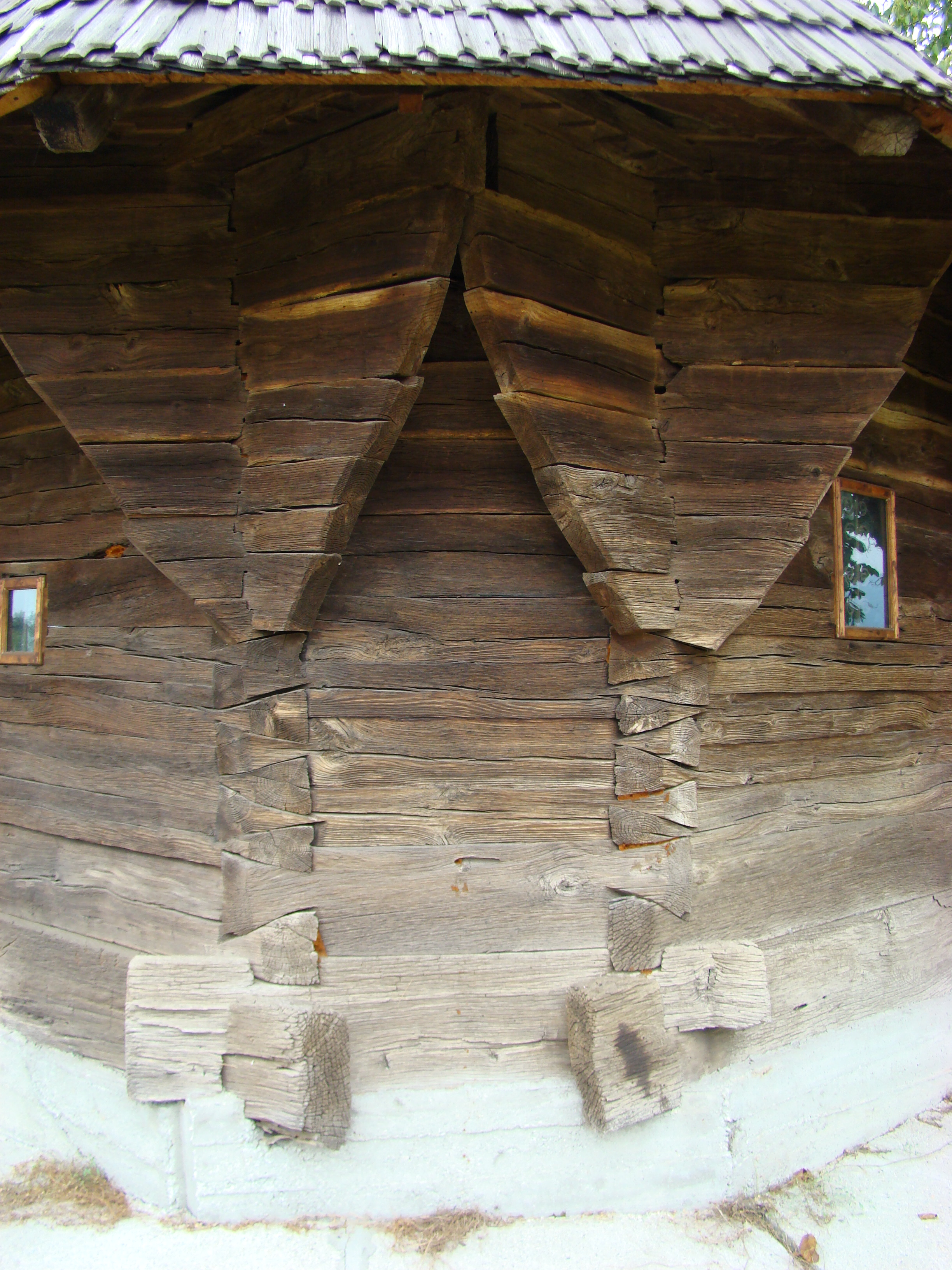
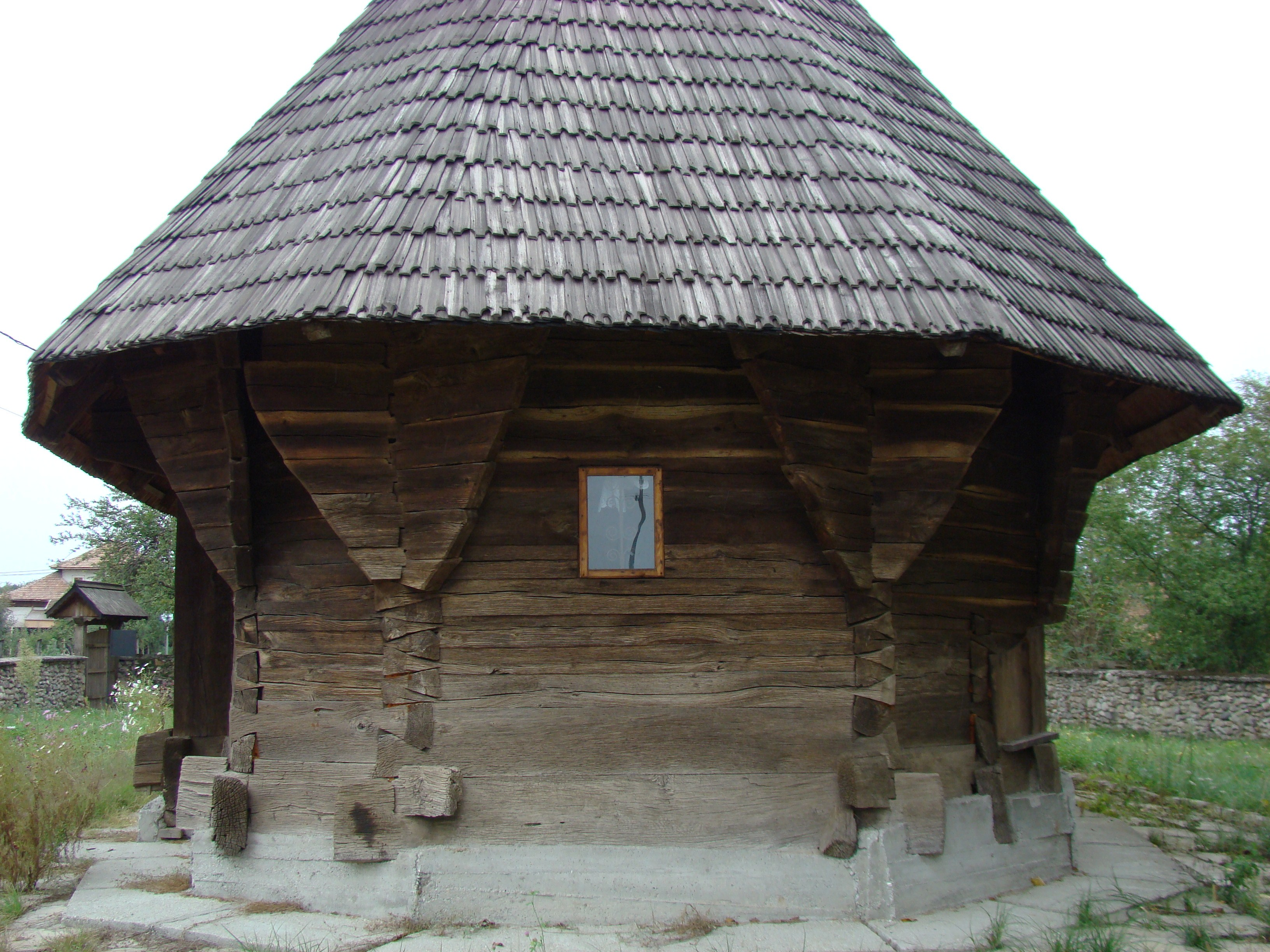
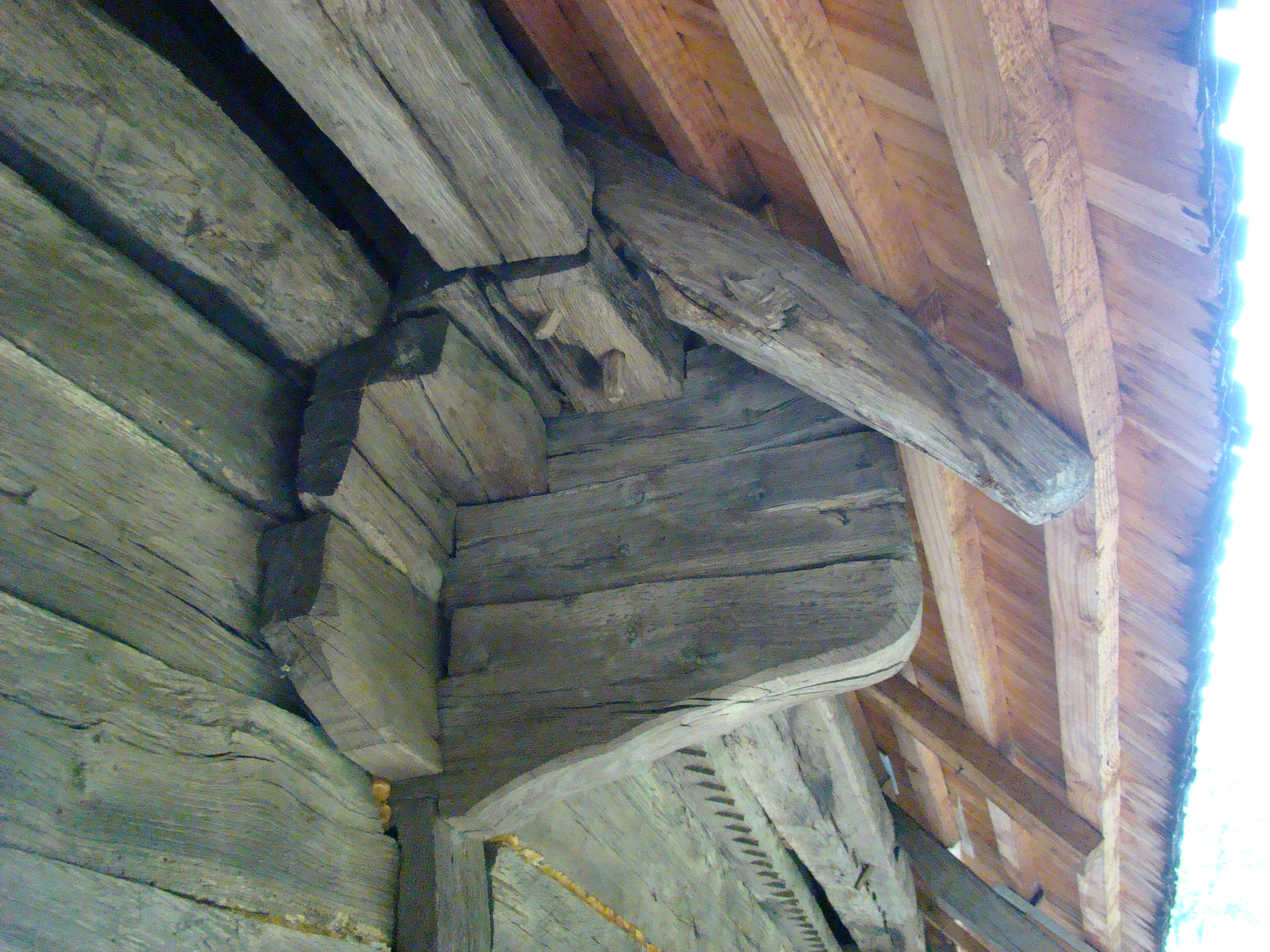
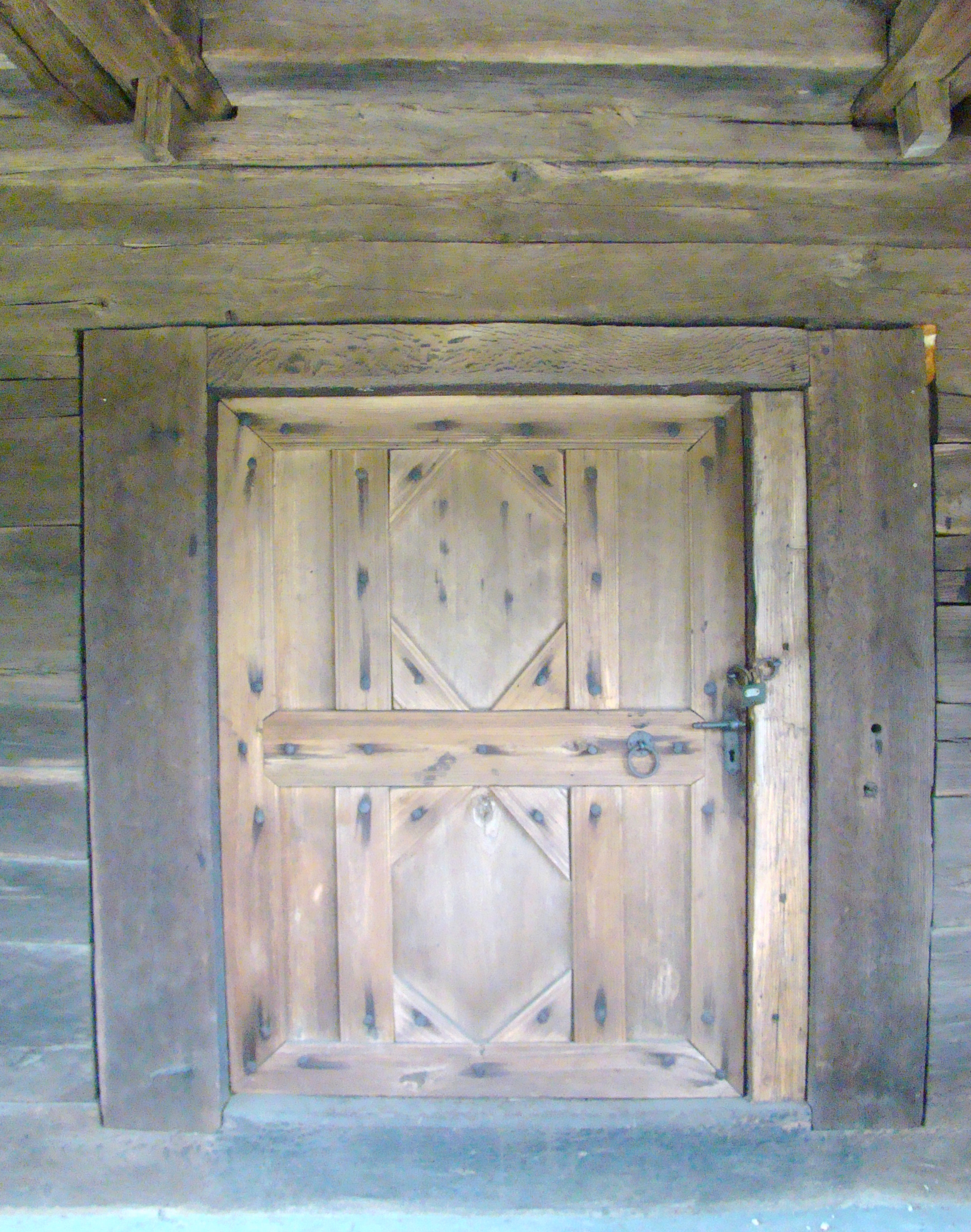
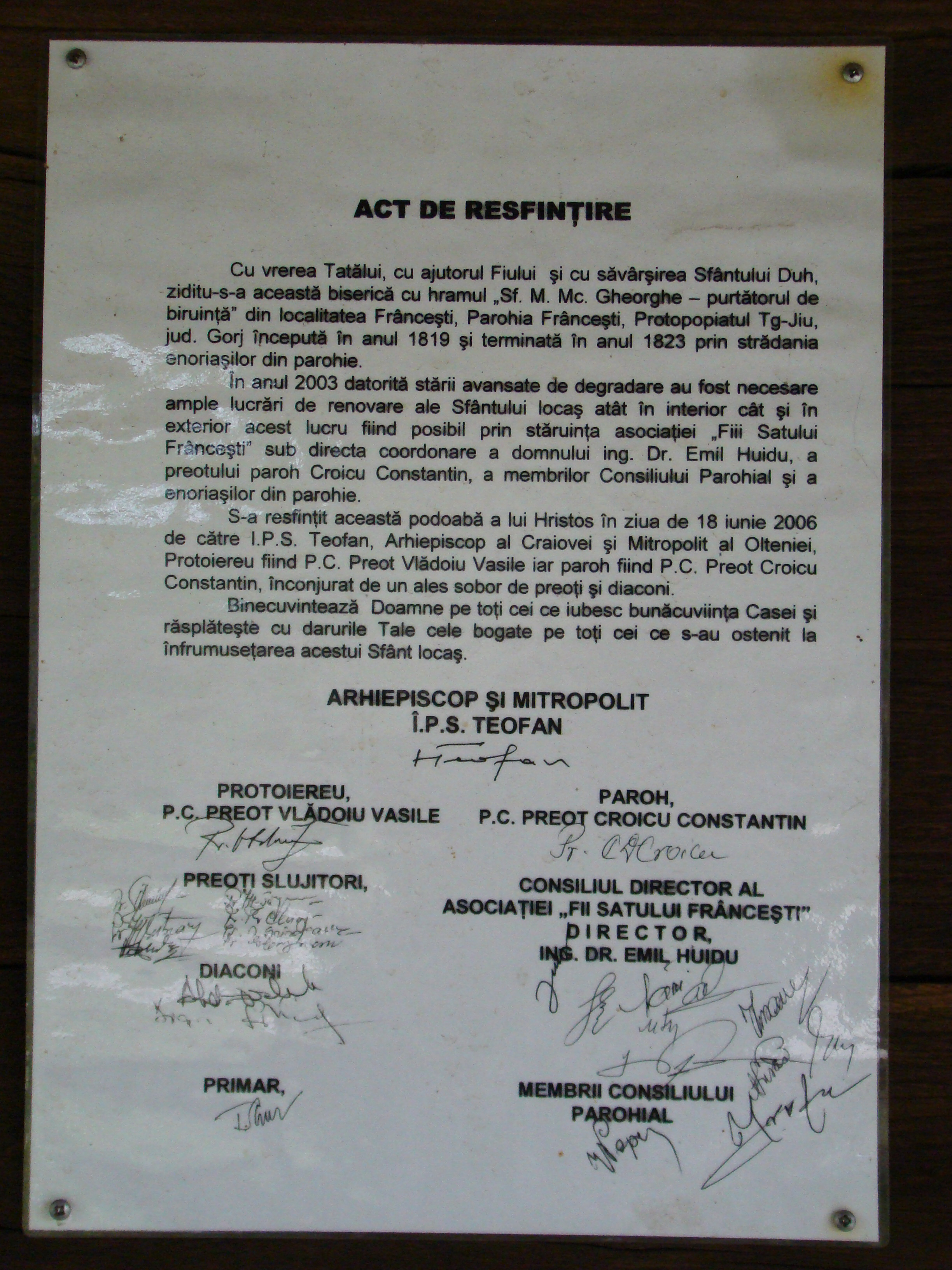
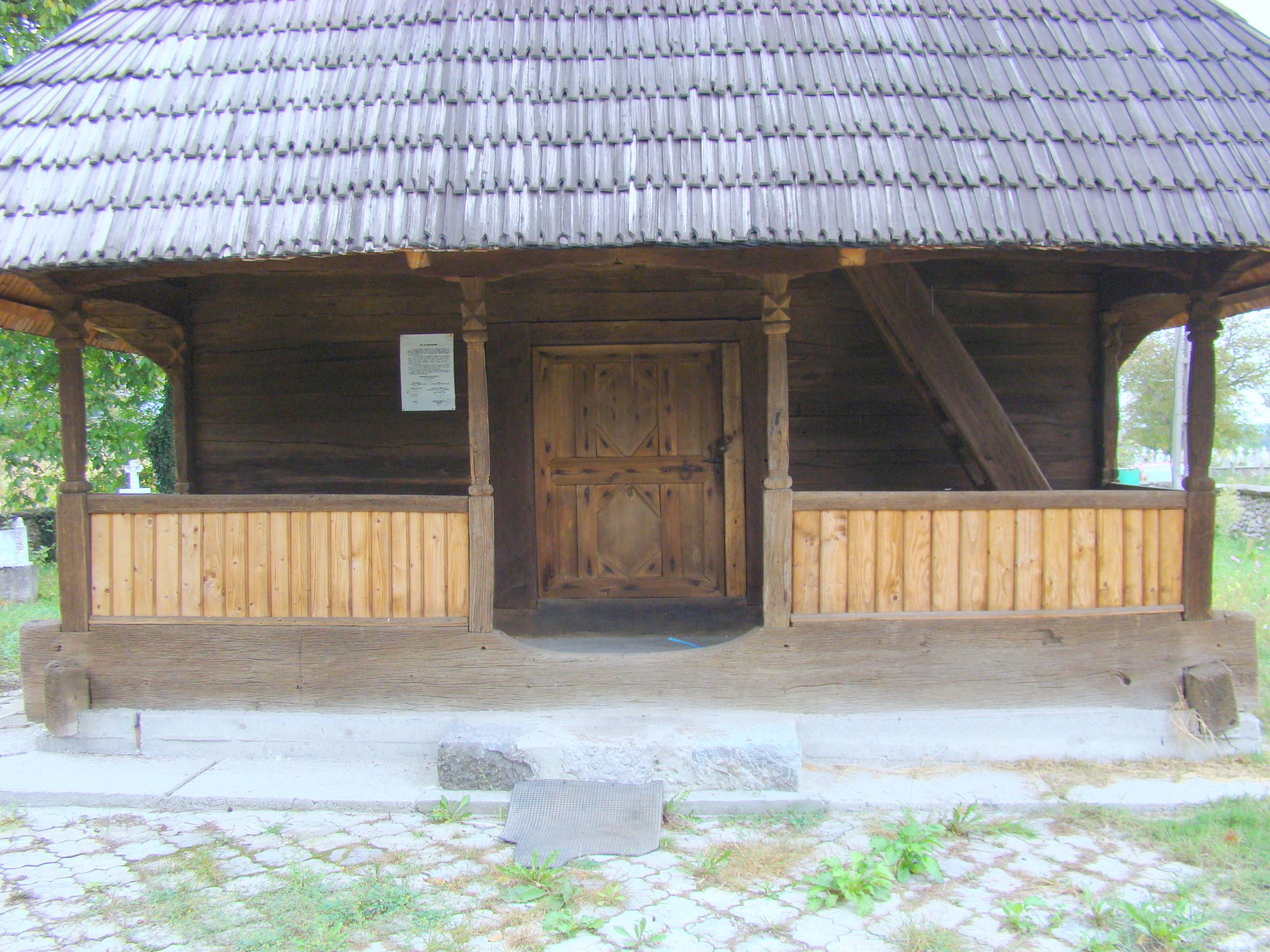